# Schola grégorienne
La schola grégorienne, ou schola gregoriana en latin, est un chœur liturgique auprès du diocèse, du monastère ou du centre d'études, exécutant le chant grégorien, de sorte que ce chant historique soit conservé et promu dans la liturgie vivante.
À la suite de la restauration scientifique du chant, notamment celle de la deuxième moitié du XXe siècle selon les études sémiologiques, la création de la schola grégorienne est actuellement encore dynamique, surtout en Europe mais également dans d'autres pays.

## Histoire

### Moyen Âge
S'il manque de documents en détail, la schola grégorienne existait théoriquement du VIIIe au XVIIe siècle ainsi qu'existe certainement depuis le XIXe siècle.
La schola en Occident remonte au IVe siècle. Inspiré par la liturgie byzantine, saint Ambroise de Milan l'importa en effet pour les basiliques de cette ville, au lieu des célébrations uniquement assurées par les solistes auparavant. Cette implantation fut de nos jours archéologiquement établie. 
Au regard de la schola grégorienne, il est difficile de fixer son origine, si l'on peut l'attribuer à la paroisse de Metz où la première école du chant romain fut établie. Car, il y existait une transition du chant vieux-romain vers le chant messin, en raison d'une résistance puissante des religieux et des fidèles contre la mélodie romaine assez étrange. Quelle que soit la musique, « pour l'unanimité de l'Église », l'usage du chant romain en latin selon le rite romain devint obligatoire dans tout le royaume de Charlemagne en 789, par Admonitio generalis de celui-ci. Il est probable que la schola grégorienne y fut désormais effectivement organisée, à la suite de cette ordonnance. Ainsi, le diocèse du Puy-en-Velay considère que leur chœur de la cathédrale remonte l'époque de Charlemagne, origine de la Maîtrise de la Cathédrale, rétablie en 1926 par Mgr Rousseau, musicologue grégorien.  
Une décision définitive fut finalement adoptée par le pape Innocent III au début du XIIIe siècle. La Schola cantorum du Saint-Siège aussi devint schola grégorienne.
Puis, à la suite du mouvement de la Renaissance ainsi que de la Réforme protestante, le chant grégorien subit une modification considérable. Selon les disciplines adoptées par le concile de Trente, le Saint-Siège publia, entre 1614 et 1615, l'Édition médicéenne qui n'est plus considérée de nos jours comme chant grégorien, et assez proche du plain-chant. Certes, la schola existait toujours. Cependant, la schola grégorienne n'existait plus.

### Schola grégorienne auprès de l'abbaye Saint-Pierre de Solesmes

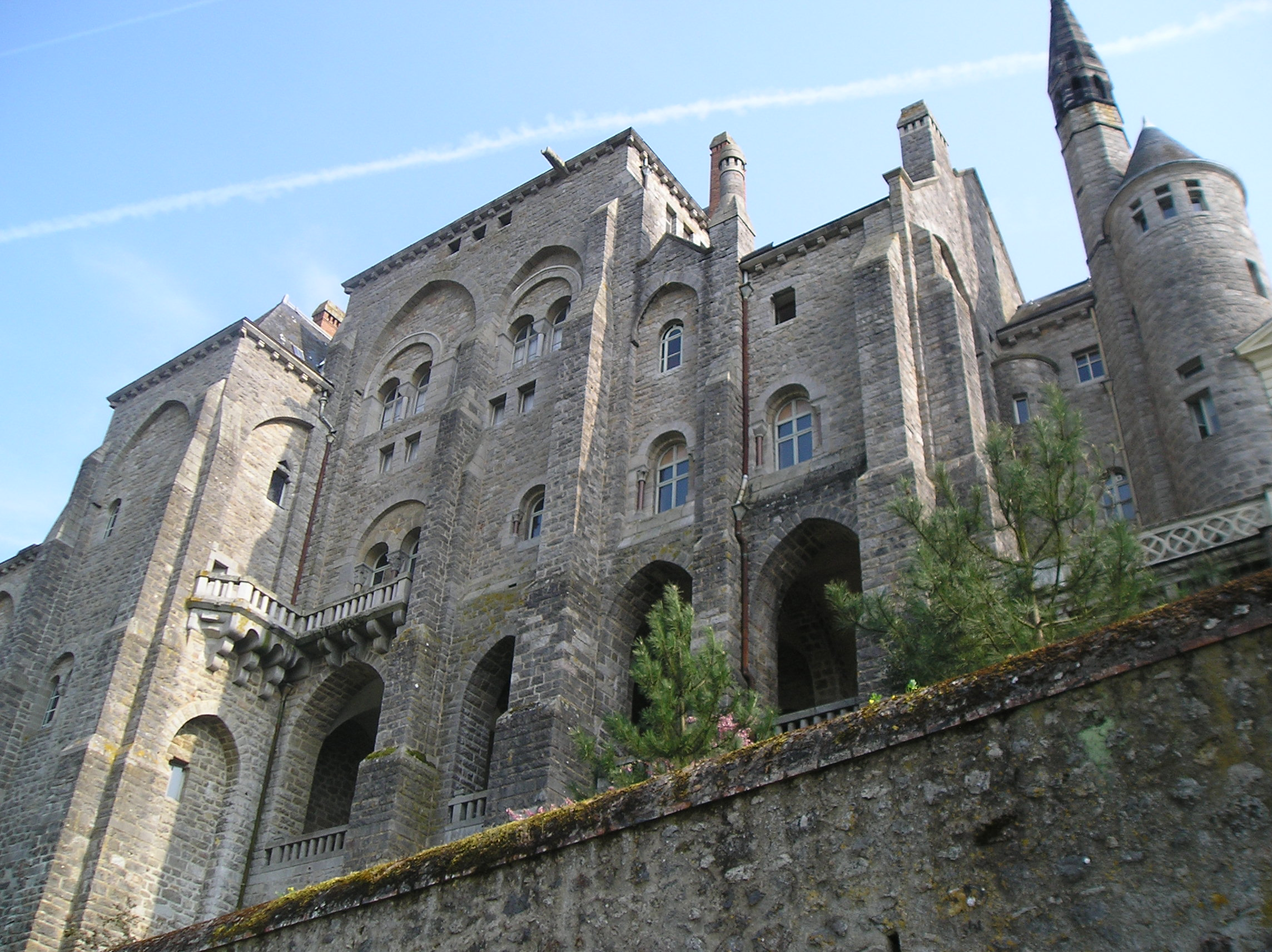
La schola grégorienne fut rétablie auprès de l'abbaye Saint-Pierre de Solesmes en 1889, grâce au talent du musicologue Dom André Mocquereau.

En 1882, une véritable schola grégorienne fut fondée à l'abbaye Saint-Pierre de Solesmes qui était en train de restaurer scientifiquement le chant grégorien. Son maître de chœur, Dom André Mocquereau, avait en effet été violoncelliste, avant d'arriver à Solesmes en 1875. Le deuxième abbé depuis cette année, Dom Charles Couturier, bénéficiait de son talent et encourageait son exécution. Cette création était si importante, car à cette époque-là, l'abbaye devait lutter contre l'opposition de l'édition de Ratisbonne, à savoir édition néo-médicéenne soutenue par le Saint-Siège, au lieu du chant grégorien restauré. 
L'année suivante, en février 1890, une autre schola naquit, par hasard, à Rome. En profitant de l'arrivée de Dom Mocquereau cherchant les manuscrits dans les archives du Vatican, le Séminaire français de Rome lui demanda d'effectuer quelques sessions grégoriennes. Pour ces cours, ce moine de Solesmes organisa une schola provisoire composée d'une dizaine d'élèves. À la suite d'un grand succès de la célébration en grégorien du dimanche 9 mars, le supérieur du séminaire décida de maintenir cette schola. Son exécution obtint immédiatement une immense réputation à Rome. 
Donc, le rétablissement de la schola grégorienne fut tout d'abord achevé par les religieux français. En 1927, dom Mocquereau put écrire dans son nouveau livre, concernant sa schola :

« D'où viennent ces jugements favorables ? ... b) De la beauté musicale du chant grégorien chanté selon l'École de Solesmes. Malgré les défauts inhérents à un nombreux chœur de moines, la mélodie ainsi exécutée ne laisse pas de conquérir l'approbation de nos auditeurs, dont plusieurs sont souvent des artistes de premier ordre. »

— Avant-propos du Nombre musical grégorien ou rythmique grégorienne, tome II, p. vi
Dans l'année 1930 où dom Mocquereau décéda, la schola de Solesmes effectua ses premiers enregistrements du chant grégorien, sous la direction de dom Joseph Gajard, et par la société Gramophone.

### AuXXesiècle, début de sa croissance
La circonstance sur la schola grégorienne n'était pas nécessairement favorable, même au XXe siècle.
Après que le pape Pie X avait été élu, le chant grégorien devint chant officiel de l'Église. Toutefois, l'accompagnement de l'orgue était habituel dans la première moitié du XXe siècle, vraisemblablement en raison de la caractéristique modeste de ce chant. En dépit de la recommandation du concile Vatican II en tant que première place du chant liturgique, l'usage de la langue courante empêchait d'exécuter le chant grégorien auprès de plupart des diocèses qui n'étaient pas autorisés.
Pourtant, dans la deuxième moitié, plusieurs évolutions apparurent, de sorte que la situation soit améliorée, et avant que le pape Benoît XVI ne supprime cette restriction en 2007.   
D'abord, avec les études d'autres musiques anciennes, celles du chant grégorien furent évoluées dès les années 1960. Surtout, Dom Eugène Cardine et Dom Jean Claire de Solesmes renouvelèrent complètement et profondément la connaissance concernant la nature du chant grégorien, d'après les « enregistrements écrits », à savoir neumes anciens, utilisés avant que la notation en ligne ne soit adoptée. Grâce à ces études sémiologiques, le chant grégorien rétablit correctement ses caractéristiques rythmique et mélodique, de plus, théologique. En effet, on l'avait composé selon non seulement l'accentuation du latin mais aussi le sens du chaque mot de texte :

« Le chant grégorien est une musique vocale, essentiellement liée à un texte. C'est le texte qui est premier ; la mélodie a pour but de l'orner, de l'interpréter, d'en faciliter l'assimilation. Car ce chant est un acte liturgique, une prière et une louange à Dieu. Ses mots sont sacrés : ils sont extraits presque tous de la Bible et très spécialement du Psautier. À part quelques rares exceptions grecques et orientales, la langue est latine. La structure et les inflexions des mélodies sont modelées sur les divisions du texte qu'elles ponctuent et, de façon générale, sur l'accentuation des mots. ......... Quand on parle de l'union étroite du mot et de la mélodie en chant grégorien, il s'agit, surtout dans les pièces plus ornées, non pas d'un décalque du langage parlé, mais de rapports conventionnels très cohérents, qui ont laissé aux compositeurs une grande liberté. »

— Dom Eugène Cardine, Vue d'ensemble sur le chant grégorien, p. 4
Cette évolution préparait désormais la création dynamique des scholæ grégoriennes par les musicologues ainsi que les musiciens. Par exemple, Dr Mary Berry fonda en 1975 la Schola grégoriana of Cambridge qui gardait précieusement une collaboration avec l'abbaye de Pontigny en Bourgogne, en raison d'une longue histoire entre les deux pays de ce monastère.
Ensuite, à cette époque-là, la formation des chefs de chœur et des maîtres de chapelle dont les scholæ ont besoin était également avancée. En France, c'était notamment le chanoine Jean Jeanneteau († 1992), ancien professeur de physique à l'université catholique de l'Ouest, qui contribua à promouvoir cette formation, auprès des ainsi qu'en dehors des monastères. Dom Cardine, quant à lui, enseigna aux étudiants la sémiologie grégorienne ainsi que l'interprétation correcte à l'Institut pontifical de musique sacrée. Devenu le deuxième centre d'étude grégorienne après Solesmes, cet institut à Rome donna naissance à l'Association internationale d'étude du chant grégorien (AISCGre) en 1975, créée par des disciples de dom Cardine. Ses membres sont capables non seulement d'étudier ce chant mais également de diriger les scholæ. Ainsi, Alexander Markus Schweitzer créa plusieurs scholæ en Allemagne et en Italie ainsi que dirige le Consortium Vocale auprès de la cathédrale d'Oslo depuis 1998. Cette schola grégorienne se compose évidemment des Luthériens à la capitale de la Norvège mais se consacre uniquement au chant grégorien. De plus, le conseil des arts de Norvège soutient cet ensemble, car il s'agit de l'origine de toute la musique européenne.   

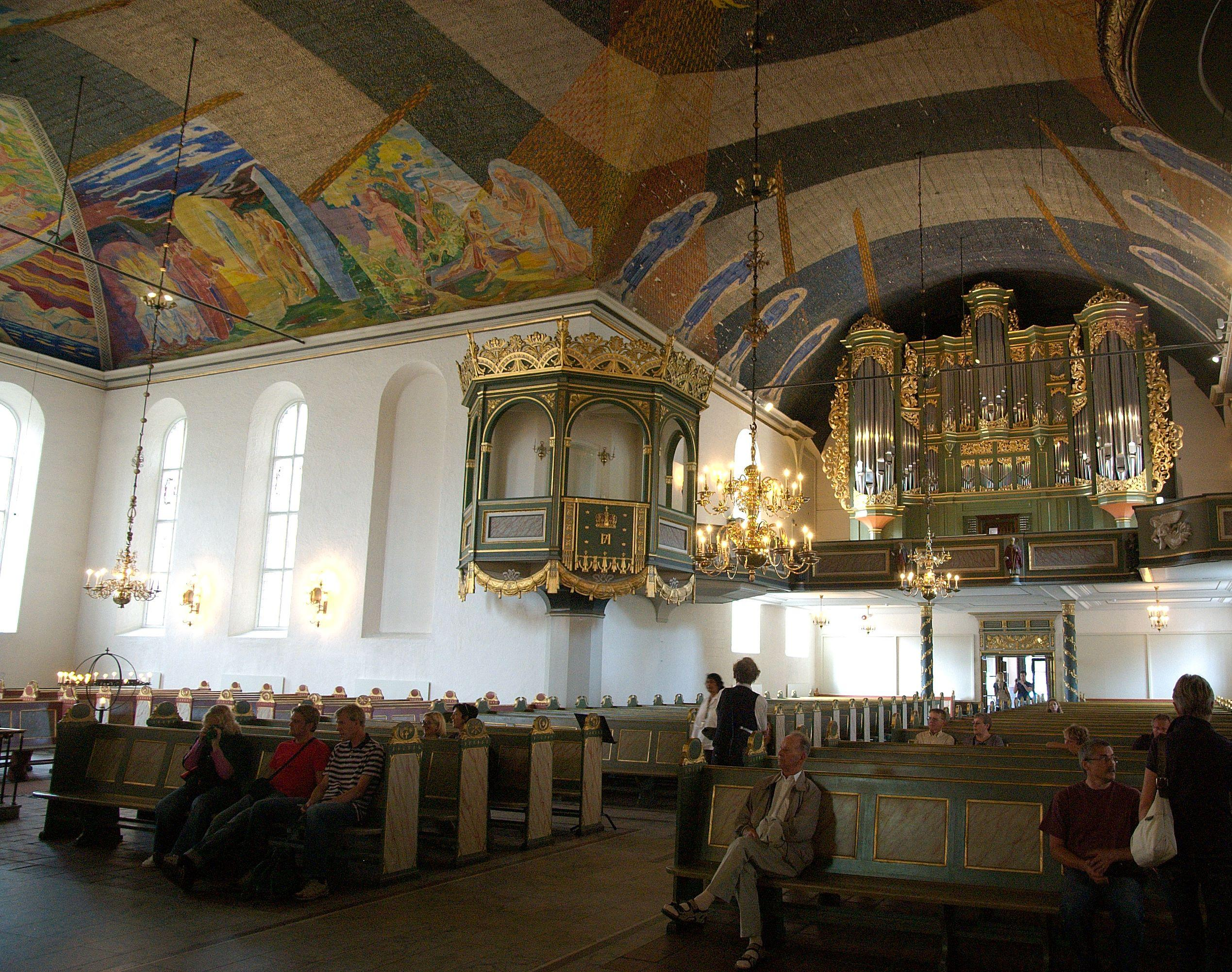
Le gouvernement de la Norvège soutient une schola grégorienne auprès de la cathédrale à laquelle la famille royale assiste aux offices.

Donc, la valeur culturelle du chant grégorien est aujourd'hui appréciée par des administrations, grâce aux études sémiologiques établies. Le premier personnage qui la distingua était vraisemblablement Jacques Duhamel, ministre des affaires culturelles : « Notre soutien est tout acquis au projet de Centre international du chant grégorien, qui constitue la source de la musique occidentale. C'est en effet une idée qui m'est chère, car le grégorien doit être conservé, perpétué et aidé. » D'après cette intention officielle, les centres d'études grégoriennes et de la musique traditionnelle furent créés, en 1975, à l'abbaye de Sénanque, à l'abbaye de Fontevraud ainsi qu'à Metz. Le premier objectif était notamment former des musiciens professionnels et qualifiés, afin d'établir les cours de ce chant dans chaque conservatoire de France. Ensuite, le ministère soutint une exposition « Le chant grégorien, une tradition millénaire. » Elle fut tenue du 5 décembre 1980 au 15 janvier 1981 à Paris, à la chapelle de la Sorbonne. En outre, une schola grégorienne naquit au Mans, à la suite de l'exposition. Puis, en 1982, Marcel Pérès organisa sa schola Ensemble Organum à Sénanque. De 1985 à 2020, le cours du chant grégorien auprès du Conservatoire national supérieur de Paris, établi par Jacques Duhamel dont la sœur est pianiste Monique Duhamel, est confié à un membre du Chœur grégorien de Paris.
Dorénavant, la situation devint favorable pour créer et maintenir les scholæ grégoriennes.

### De nos jours, son optique
En Europe, un nombre considérable d'ensembles vocaux exécutent aujourd'hui le chant grégorien, en étudiant les neumes anciens et même la théologie (voir Chant grégorien § Principaux ensembles vocaux interprétant le chant grégorien). Ce phénomène auprès des musiciens ne peut être expliqué qu'en parlant de la qualité extraordinaire de ce chant. 

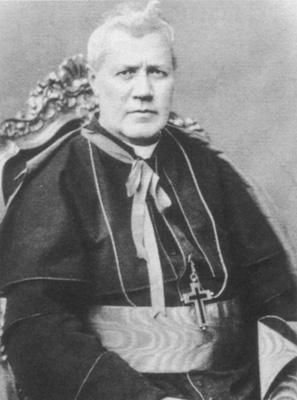
Cardinal Sarto, futur pape Pie X.

En 1895, le patriarcat de Venise Giuseppe Melchiorre Sarto, qui avait exceptionnellement été nommé comme direction de la schola grégorienne durant sa dernière année de séminaire à Padoue, publia à la basilique Saint-Marc un document concernant les disciplines de la musique liturgique :

« La musique sacrée, par son étroite union avec la liturgie et avec le texte liturgique, doit posséder au plus haut degré ces vertus : sainteté, vérité de l'art et universalité. .........
Appuyée sur ces règles solides, l'Église créa la double forme de son chant : la grégorienne, qui dura environ un millénaire, et la classique polyphonie romaine, dont Palestrina fut l'initiateur au XVIe siècle. ......... »

— Cardinal Sarto, Lettre pastorale sur le chant de l'Église, le 1er mai 1895
Dans l'histoire de la musique liturgique de l'Église, il s'agit donc des deux sommets.
Devenu Pie X en 1903, il commença une véritable centralisation de la liturgie de l'Église. Cette dernière ne connut que les deux centralisations : celle de l'époque du règne de Charlemagne et celle de saint Pie X. Et elles furent parachevées grâce à la création, puis, à la restauration du chant grégorien. La qualité du chant grégorien en tant que sommet, c'est précisément la raison pour laquelle les musiciens de nos jours sont charmés et l'étudient. Cela est exactement ce que Dom Cardine de Solesmes prévoyait au XXe siècle, à la suite de ses études sémiologiques :

« Il faut reconnaître cependant qu'un musicien moderne ira d'instinct chercher les meilleurs chefs-d'œuvre, et il les rencontrera certainement dans les mélodies originales. Dans ces mélodies il ne trouvera plus seulement des toiles de fond, d'un dessin parfait et de couleurs volontairement neutres, devant lesquelles peuvent être évoqués les sentiments les plus variés, mais un décor pleinement adapté au sens des paroles qu'il s'agit de mettre en valeur. »

— Dom Eugène Cardine, Vue d'ensemble sur le chant grégorien, p. 8 (1977)
Alors qu'il existe une immense évolution par les musiciens, la pratique de la liturgie grégorienne demeure moins dynamique que ceux-ci. 
Aussi faut-il rétablir en urgence cette qualité auprès des diocèses avec la schola grégorienne, comme auprès des musiciens. Il est nécessaire que de jeunes fidèles, surtout ceux qui possèdent de précieux talents musicaux, sachent qu'il existe un chant liturgique qui conserve ainsi que satisfait les vertus que saint Pie X soulignait. Certes, après le concile Vatican II, le chant liturgique devint plus accessible et plus facile à chanter. Il s'agit toutefois des chants que ni musicologues ni artistes n'étudient. Actuellement, en face de l'énorme amélioration de la qualité de la musique de pop que les jeunes apprécient et préfèrent, cette réforme devint ambiguë dans le contexte musical.   
La situation fut partiellement améliorée, à la suite de l'Instruction universæ ecclesiæ sur l'application du Motu proprio Summorum Pontificum du 7 juillet 2007. Cette instruction fut expédiée sous le pontificat du pape Benoît XVI et prêtée par la commission pontificale Ecclesia Dei. Avec ce motu proprio, le pape souhaitait que la qualité de la célébration en forme extraordinaire soit assurée auprès de diocèses, en respectant les normes présentées et précises dans ce document.  
La fonction liturgique du chant grégorien était effectivement manifestée par Maurice Fleuret, connu surtout comme créateur de la Fête de la musique. Malgré un défendeur de la musique contemporaine, cet ancien élève d'Olivier Messiaen n'hésita pas à demander aux musicologues et aux religieux de protéger ce chant dans la tradition :

« Je vous supplie en substance, je vous supplie de maintenir ou, si nécessaire, de rétablir l'usage du chant grégorien, de le maintenir ou de le rétablir, non dans les concerts, mais dans la liturgie, car liturgique est sa fonction, sa mission. Aidez-nous tous à le vivre ainsi. »

— Discours de Maurice Fleuret, lors du colloque « Musiques dans l'Église aujourd'hui » organisé par le Centre européen d'art sacré, à Pont-à-Mousson en juin 1985
Il faudrait la schola grégorienne, même au sein des monastères. Ainsi, faute de vocation, l'une des abbayes de la congrégation de Solesmes, abbaye Saint-Paul de Wisques ayant perdu la tradition grégorienne, risquait de disparaître, en raison d'un âge moyen de 72 ans de moines. C'était l'abbaye Notre-Dame de Fontgombault qui sauvegarda ce monastère, en y rétablissant la schola grégorienne, en 2013. Avec la forme extraordinaire du rite romain, et en dépit de son église romane manquant de chauffage en hiver, Fontgombault, fondée à nouveau en 1948, accueille et ajoute toujours de jeunes moines, en créant plusieurs filiales.

## Principales scholæ grégoriennes auprès des paroisses françaises
- Chartres (cathédrale) : Chœur Grégorien  depuis 2001
- Chatou : Chœur de chant grégorien
- Clermont-Ferrand (cathédrale) : Chœur Notre-Dame de l'Assomption (auparavant, Chœur grégorien de la cathédrale de Clermont-Ferrand)  depuis plus de 30 ans
- Luçon (cathédrale) : Schola grégorienne  depuis 1982
- Lyon (église Saint-Georges) : Chœur grégorien
- Le Mans (cathédrale) : Maîtrise Psallette de la cathédrale du Mans  dès le IXe siècle d'après le site officiel
- Le Puy-en-Velay (cathédrale) : Schola grégorienne auprès des Chœurs du Centre de musique sacrée du Puy-en-Velay, confiés par l'évêque du Puy
- Nantes (église Saint-Clément) : Chœur grégorien de Nantes  depuis 1980
- Paris (église Saint-Eugène-Sainte-Cécile) : Schola Sainte-Cécile
- Strasbourg (cathédrale) : Schola grégorienne  depuis 1974
- Vannes (église Saint-Patern) : Schola grégorienne
- Saint-Étienne (cathédrale Saint Charles Borromée) : Chœur grégorien.
- Nîmes (Chapelle Sainte Eugénie) : Schola Sainte Eugénie.

À la suite du motu proprio Summorum Pontificum publié en 2007, il existe aujourd'hui de nombreux diocèses qui célèbrent la messe selon le Missel de 1962, au moins une fois par mois,. Parmi eux, un certain nombre de paroisses possèdent leurs scholæ grégoriennes, par exemple, Aix-en-Provence, Ajaccio, Angers, Avignon, Carcassonne, Chambéry, Le Chesnay, Lisieux, Marseille, Nancy, La Roche-sur-Yon, Rodez, Toulon, Toulouse, Viry-Châtillon.
Dans d'autres villes, ce sont des ordres religieux qui soutiennent les scholæ grégoriennes : Aix-en-Provence, Angers, Angoulême, Bergerac, Besançon, Béziers, Bordeaux, Bourges, Caen, Chartres, Clermont-Ferrand, Dijon, Épinal, Fontainebleau, Francheville, Grenoble, Laval, Lille, Marseille, Montélimar, Montpellier, Nancy, Narbonne, Nice, Nîmes, Orléans, Paris, Périgueux, Perpignan, Le Port-Marly, Rennes, La Rochelle, Lourdes, Rouen, Saint-Brieuc, Saint-Étienne, Saint-Martin-de-Bréthencourt, Saint-Maur-des-Fossés, Saint-Maurice, Saint-Quentin, Toulon, Toulouse, Tours, Troyes, Valence, Vannes, Versailles, Vichy, Villeurbanne.
De grandes villes bénéficient parfois de ces deux manières de soutien, grâce aux plusieurs établissements existants.
Les ordres qui concernent sont les Chanoines réguliers de la Mère de Dieu, Fraternité de la Transfiguration, Fraternité sacerdotale Saint-Pie-X, Fraternité sacerdotale Saint-Pierre, Fraternité Saint-Thomas-Becket, Fraternité Saint-Vincent-Ferrier, Institut du Bon-Pasteur, Institut du Christ Roi Souverain Prêtre, Institut des Dominicaines de Saint-Esprit, Institut de Sainte-Croix, Missionnaire de la Miséricorde divine, Ordre de Saint-Benoît et le reste.

## Tendance en Europe
De nos jours, la célébration selon la forme extraordinaire du rite romain est exécutée dans presque tous les pays européens [lire en ligne].
Au regard des scholæ auprès des paroisses, la Schola Cantorum Amsterdam, fondée en 1959 dans la communauté des étudiants catholiques auprès de l'aumônerie, est l'une des plus anciennes. Après avoir connu le concile Vatican II, les membres et les directeurs furent divisés, à la suite d'une difficulté de la célébration de la messe en alternance, en latin pour la première semaine et en langue courante pour la semaine suivante. En conséquence, certains concentraient dorénavant sur les offices des vêpres et d'autres, surtout ceux de la Semaine sainte, en conservant la liturgie en grégorien, jusqu'ici. Actuellement, elle célèbre les vêpres du dimanche, à l'église Saint-Nicolas en face de la gare centrale d'Amsterdam. Depuis 2006, la schola se compose de deux chœurs, celui des filles et celui des hommes, car le nombre d'étudiants males ne sont pas suffisant [écouter en ligne].
Le bouleversement politique donna naissance à plusieurs scholæ grégoriennes dans l'Europe de l'Est. Ainsi, la liturgie grégorienne fut rétablie à la cathédrale de Vilnius en 1989, grâce aux soutiens des musicologues de l'académie de musique et au Chœur Grégorien de Paris. La Schola Gregoriana Vilnensis y célèbre toujours les offices en grégorien, à la capitale de la Lituanie où les fidèles catholiques sont majorités. Puis, la Schola Cantorum de Regina Pacis fut fondée en 1991, à Klaipėda, la troisième ville dans ce pays. Auprès du diocèse de Monostor en Transylvanie, la Schola Gregoriana Monostrinensis naquit en 1998.

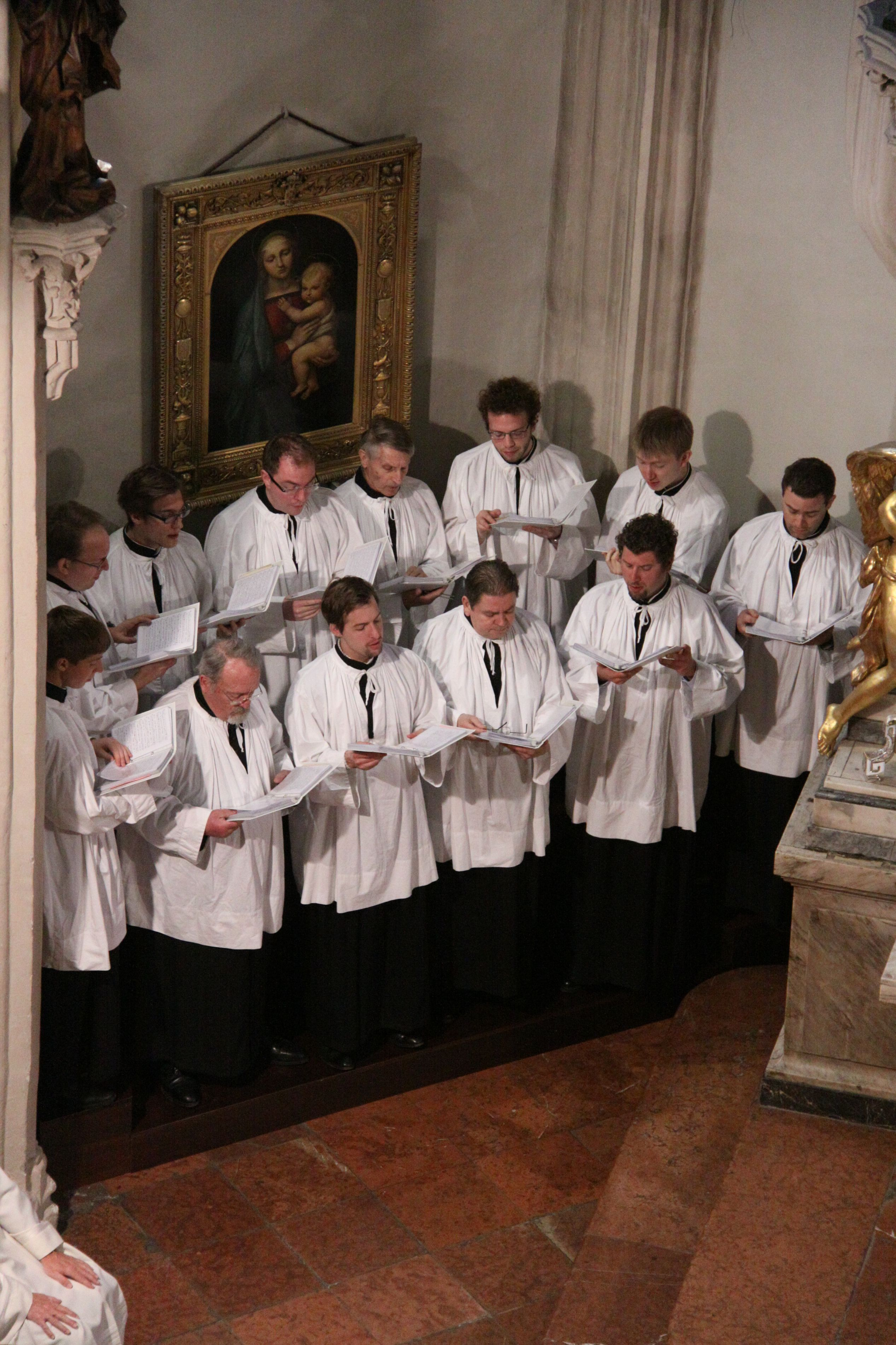
Schola de la Cour Impériale de Vienne.

Comme les chœurs grégoriens, quelques scholæ sont dirigées par les enseignants. Par exemple, le doyen de la faculté de philosophie, arts et lettres de l'université catholique de Louvain, Paul-Augustin Deproost, est également directeur de la schola grégorienne depuis 2002 Una cum à Bruxelles, à la chapelle Sacré-Cœur de Lindthout, en répartissant sa connaissance du latin avec d'autres fidèles.
À Vienne, une schola particulière existe et assure des célébrations grégoriennes de très bonne qualité et sémiologiques, à la Hofburgkapelle. À vrai dire, cette Schola de la Cour Impériale de Vienne (Choralschola der Wiener Hofburgkapelle) se constitue d'anciens membres de Petits Chanteurs de Vienne et chante selon la notation sangallienne, à savoir la meilleure notation écrite en neume ancien. Actuellement, la schola compte 25 chanteurs dont 12 assurent les offices auprès de cette chapelle ainsi que 15 membres lors des concerts [écouter en ligne].

## Dans d'autres pays
Aux États-Unis, surtout l’Una Voce America soutient les offices en grégorien, plus précisément selon le Missel de 1962. Aussi, par exemple à Baltimore, la messe en grégorien est-elle célébrée trois fois par semaine, les dimanches, mercredis et samedis ainsi qu'aux fêtes d'obligation, à l'église Saint-Alphonsus. D'ailleurs, en tant que schola paroissiale, ainsi, l'Assumption Schola Gregoriana fut fondée en 1997 auprès du diocèse de Worcester.
Toutefois il faut remarquer une immense contribution de la schola Sainte-Anne de l'église Saint-Thomas-d'Aquin à Palo Alto. En dépit de nombreuses oppositions à la suite du Vatican II, William Mahrt, professeur de l'université Stanford, sauvegarde la célébration en grégorien avec cette schola, depuis 1964. Car il considère toujours que le chant grégorien est l'un des sommets de la musique occidentale, tout comme le pape saint Pie X, et que ce chant est capable de sauver la musique liturgique, en résistant aujourd'hui au haut niveau de l'exécution de la musique de pop. Dr Mahrt est actuellement le président de l'Association américaine de la musique sacrée.

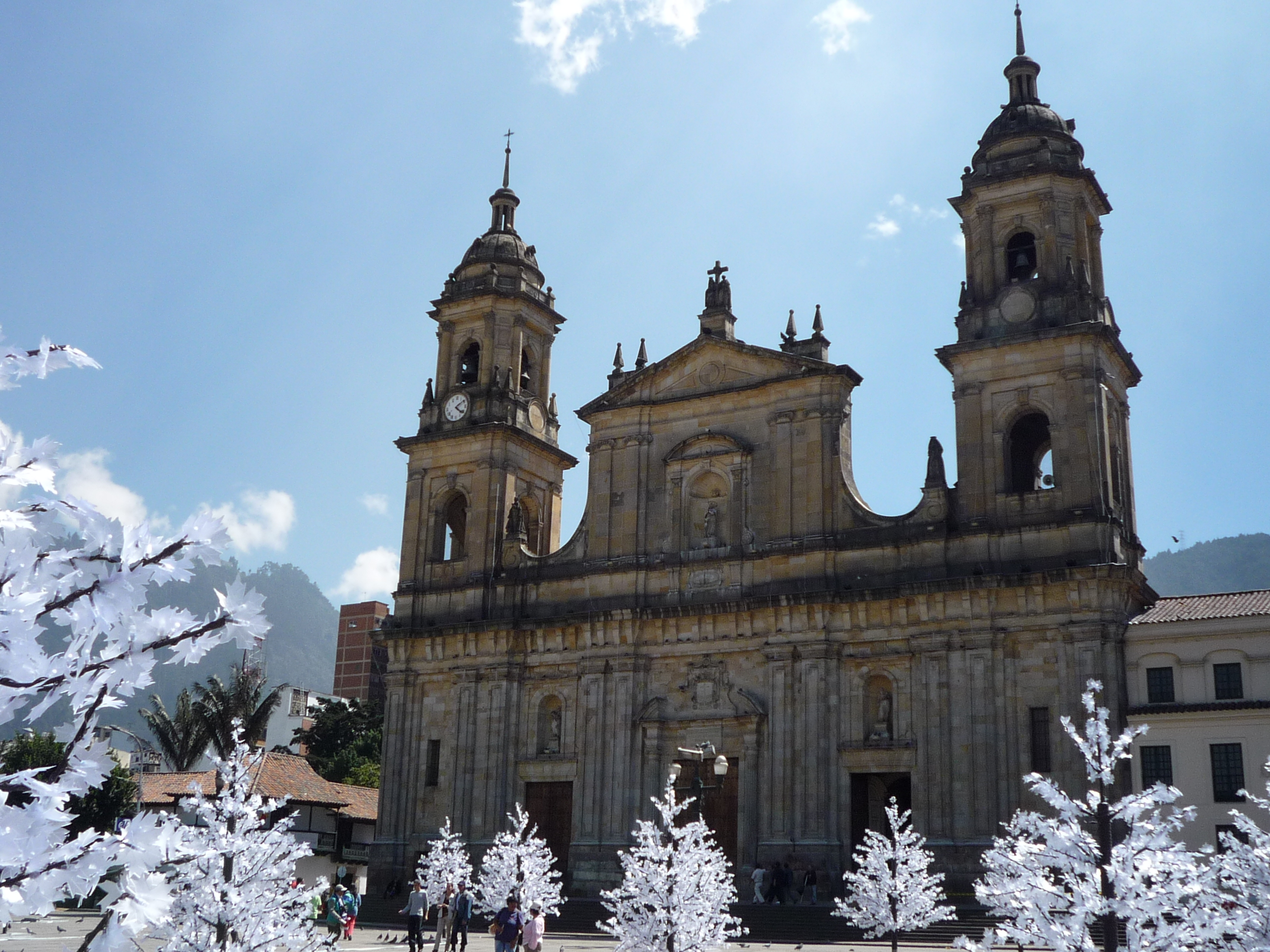
À la cathédrale de Bogota, sa schola rétablit la tradition du chant grégorien en 2002.

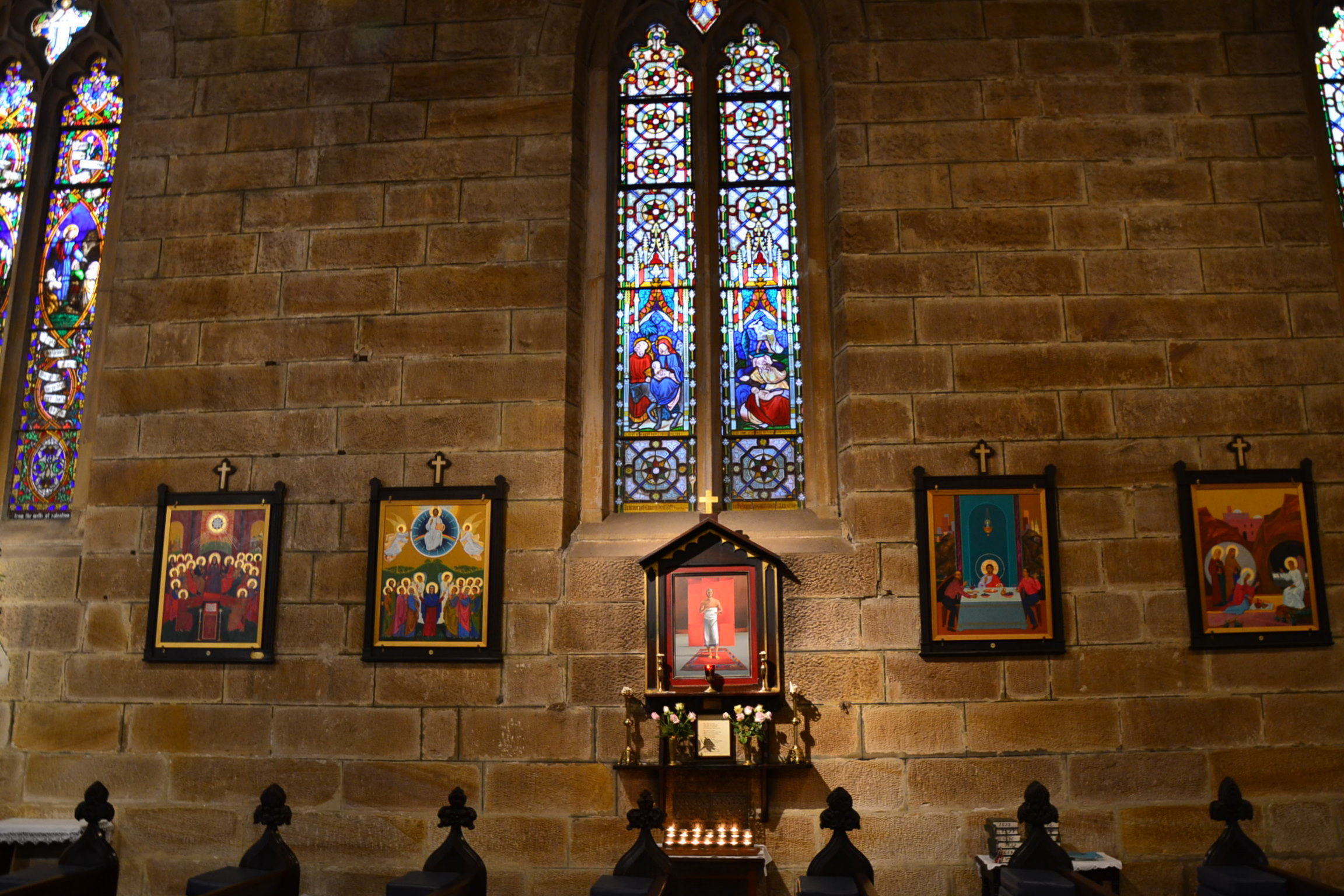
À Sydney, la schola de la cathédrale Saint Laurence célèbre régulièrement les offices en grégorien.

Selon la liste de l'Institut grégorien du Canada, il existe vers 20 scholæ grégoriennes dans ce pays. Elles se trouvent principalement à Montréal et à Toronto, mais dès Halifax (Nouvelle-Écosse) dont le port est celui de l'Atlantique jusqu'à Aldergrove à côte de l'océan Pacifique.
En Colombie, la cathédrale de l'Immaculée-Conception à Bogota établit effectivement la tradition du chant grégorien. Fondée en 2002, sa Schola Gregoriana de Bogota est dirigée, en 2015, par l'un de fondateur Francisco Alejandro Tobon, qui étudia le chant grégorien à Paris. Selon ce prêtre et théologien, le chant grégorien était, en Amérique du Sud, certainement exécuté à la suite de l'arrivée des ordres tels les Franciscains, Dominicains, Augustins après 1492.
Le chant grégorien fut effectivement implanté sur un autre continent où celui-ci n'exista jamais au Moyen Âge. Il s'agit de la schola de la cathédrale Christ Church St. Laurence à Sydney. Dirigé par le musicologue grégorien Neil McEwan, elle célèbre régulièrement sa messe en grégorien auprès de cette église anglicane. Il est important que, lors de cette célébration, le chant grégorien soit exécuté en latin, selon la connaissance sémiologique de ce docteur. En fait, l'Église anglicane ne le chantait si longtemps qu'en anglais.
S'il est vrai que la célébration en grégorien est tenue sur tous les continents [lire en ligne], la croissance de la schola grégorienne auprès des diocèses demeure essentiellement un phénomène européen.

## Interprétation
Dans le Dictionnaire de liturgie, Dom Robert Le Gall précise ceux qui concernent pour une bonne interprétation du chant grégorien :

« Le mot latin et son accentuation, le neume ou signe manuscrit mélodique et rythmique, la modalité, telles sont les clés essentielles d'une interprétation authentique du Grégorien. »

L'apprentissage des neumes anciens serait un obstacle pour les membres de la schola grégorienne. Toutefois, deux musicologues aussi soulignent l'importance de la compréhension du texte, en comparaison des neumes :

« On demande souvent s'il faut exiger de tous les membres de la schola une connaissance précise des neumes. La réponse mérite quelques nuances. Il est naturellement souhaitable que tout chanteur dispose de connaissances sémiologiques ; et en principe, plus il en sait, meilleur il est. Ce n'est pourtant pas indispensable. Il est plus important pour le chanteur de pénétrer intérieurement le texte qu'il chante et d'acquérir un sens affiné du résultat sonore ; de distinguer la qualité expressive des différents éléments textuels et rythmiques, c'est-à-dire les mots ; et enfin de suivre au mieux la direction et le geste de chef de la schola. Le chef, quant à lui, doit posséder une connaissance approfondie des neumes et une sérieuse capacité d'analyse fondée sur le texte ; il lui faut naturellement aussi des attitudes créatives et une véritable aptitude à communiquer. Quand toutes ces conditions sont réunies, l'interprétation d'une pièce grégorienne, expression musicale d'un texte transmise par la médiation des graphies neumatiques, et transcendant pourtant ces graphies, pourra s'épanouir en vériatable expression artistique et en authentique  prière chantée.

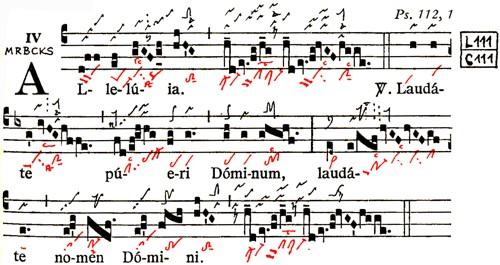
Graduale Triplex (1979), une version pour une meilleure interprétation.

Le soliste doit lui aussi posséder une solide connaissance des neumes. Il remplira d'autant mieux sa responsabiité propre de « porte-parole » qu'il évitera d'absolutiser les détails rythmiques indiqués par les neumes, et qu'il saura les ordonner au service du texte et de son expression. »

— Luigi Agustoni et Johannes Berchmans Göschl, Introduction à l'interprétatin du chant grégorien, p. 57 - 58 (2001)